# Gregor Kurella
Gregor Kurella (* 26. Mai 1925 in Möser bei Magdeburg; † 12. Januar 2016 in Moskau) war ein Deutscher, der von 1942 bis 1945 in der Roten Armee kämpfte.

## Leben
Gregor Kurella wurde 1925 als Sohn des kommunistischen Journalisten Alfred Kurella geboren.
Mit seinen Eltern fand er 1934 als Achtjähriger in der UdSSR politisches Asyl und besuchte die Moskauer Karl-Liebknecht-Schule. Im Jahr 1942 meldete sich Gregor Kurella freiwillig zur Roten Armee und arbeitete dort in der 7. Verwaltung, in der bereits sein Vater Alfred an der Verfassung von Flugblättern und anderen propagandistischen Aufgaben wirkte. Als Dolmetscher zur Herausgabe von Flugblättern und weiteren Aufklärungsaktionen gegenüber den Soldaten der Wehrmacht wurde er 1943 an die Südwestfront entsandt. Unter anderem war es seine Aufgabe, mit Hilfe von direkt an der Front aufgestellten Lautsprecheranlagen die Stellungen der Wehrmacht zu erreichen und die Soldaten von der Falschheit ihres Tuns zu überzeugen. Die Aufgabe war besonders gefährlich, da die Lautsprecher regelmäßig beschossen wurden.
Kurella nahm an der Befreiung der Ukraine, Rumäniens, Bulgariens, Jugoslawiens und Ungarns teil; das Kriegsende erlebte er in der Nähe von Prag. Von 1945 bis 1949 war er in der sowjetischen Militäradministration in Deutschland tätig, zuletzt als Jugendoffizier. Im Jahr 1949 nahm er ein Biologiestudium an der Moskauer Universität auf und war danach als Biologe in Moskau tätig.
Durch die Heirat seines verwitweten Vaters mit der Witwe von Stefan Cohn-Vossen 1938 wurde er der ältere Stiefbruder von Richard Cohn-Vossen.

## Veröffentlichungen
- Von der Schulbank an die Front zur Roten Armee – bis zum Sieg über den Hitlerfaschismus. Erinnerungen. In: Jahrbuch für Forschungen zur Geschichte der Arbeiterbewegung, Heft II/2015.

| Personendaten    | Personendaten                       |
| ---------------- | ----------------------------------- |
| NAME             | Kurella, Gregor                     |
| KURZBESCHREIBUNG | deutscher Soldat in der Roten Armee |
| GEBURTSDATUM     | 26. Mai 1925                        |
| GEBURTSORT       | Möser                               |
| STERBEDATUM      | 12. Januar 2016                     |
| STERBEORT        | Moskau                              |